# Axel Jansson
Carl Axel Jansson (født 24. april 1882 i Stockholm, død 22. september 1909 smst) var en svensk skytte. som deltog i OL 1908 i London.
Jansson deltog i tre discipliner ved OL 1908. Han vandt sølvmedalje i holdkonkurrencen i 300 m riffel, tre stillinger (sammen med Gustaf Adolf Jonsson, Per-Olof Arvidsson, Gustav-Adolf Sjöberg, Claës Rundberg og Janne Gustafsson).
Han deltog desuden i den individuelle konkurrence i 300 m riffel, tre stillinger, hvor det med 843 point blev til en syvendeplads. Endelig opnåede han sammen med Claës Rundberg, Gustaf Adolf Jonsson, Janne Gustafsson, Per-Olof Arvidsson og Ossian Jörgensen en femteplads i militærriffel fra seks forskellige afstande.